# Aethes grandaeva
Aethes grandaeva es una especie de polilla del género Aethes, categorizada en la tribu Cochylini, de la subfamilia Tortricinae.

## Distribución
Se distribuye por Brasil.

## Taxonomía
Fue descrita por Razowski & Becker en 1983 y publicada en (Aethes), Acta zool. cracov. 26: 445.